# Eberhard Mund
Eberhard Mund, né le 1er octobre 1940, est un rameur et un entraîneur d'aviron.

## Biographie
Dans les années 1960, Eberhard Mund obtient plusieurs titres et médailles en quatre sans barreur ( 4- ) et en huit ( 8+ ) lors des championnats d'aviron de la République démocratique allemande,. En 1965, il termine sa thèse à l'École supérieure allemande de culture physique sur l'efficacité du coup d'aviron.
Eberhard Mund devient ensuite entraîneur pour le SC Chemie Halle (de), au Dynamo Berlin et pour l'équipe nationale de la RDA. Il entraîne notamment Uwe Heppner (en), Rüdiger Reiche ou encore Wolfgang Hönig (en). En 1990, il entraîne le deux sans barreur ( 2- )  Est allemand composé de Uwe Kellner (en) et de Thomas Jung (en).
La France l'approche lors des Championnats du monde d'aviron 1990 et il s'engage rapidement pour la Fédération française d'aviron,. Il est nommé directeur des équipes de France alors que le pays ne compte qu'un titre mondial en 1962 par René Duhamel et Bernard Monnereau et que les résultats sont au plus bas. Petit à petit, il forme, selon sa méthode basée sur la répétition des efforts à basse intensité et un programme de musculation, les entraîneurs et les athlètes français. Les résultats arrivent rapidement avec notamment trois titres en soixante-quinze minutes lors des Championnats du monde d'aviron 1993 à Račice. Cet exploit vaut à l'aviron français de faire la Une du journal télévisé de TF1. Eberhard Mund reste le directeur des équipes de France jusqu'en 2002. Ensuite, il entraîne en Suisse avant de prendre sa retraite.
Dans les années 1990, il est accusé par Brigitte Berendonk (en) d'avoir dopé une jeune rameuse française. Eberhard Mund et la Fédération française d'aviron attaque en diffamation Brigitte Berendonk et ils l'emportent. Le jugement est confirmé en appel et Brigitte Berendonk est condamnée à une amende et au paiement d'un franc symbolique de dommages et intérêts à Eberhard Mund.
En 2019, Eberhard Mund est promu au rang de « Gloires du sport » français.